# (566) Стереоскопия
(566) Стереоскопия (лат. Stereoskopia) — крупный астероид внешней части главного пояса, принадлежащий к тёмному спектральному классу C. Он был открыт 28 мая 1905 года немецким астрономом Паулем Гёцом в обсерватории Хайдельберг, расположенной на холме Кёнигштуль вблизи города Хайдельберг. Назван в честь стереоскопа, разновидности блинк-компаратора, который впервые был успешно использован для открытия именно этого астероида. Название предложено Карлом Пульфрихом. Стереоскопия стала первым астероидом, открытым при помощи компаратора.

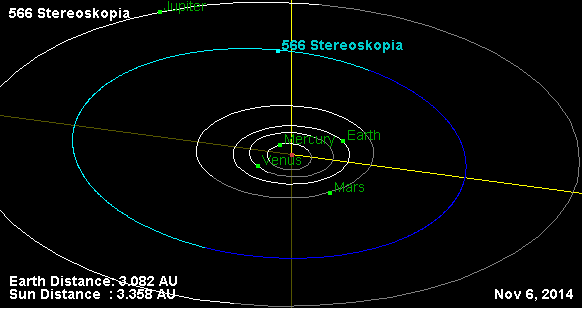
Орбита астероида Стереоскопия и его положение в Солнечной системе